# سیدنی الیوت
سیدنی الیوت ((به انگلیسی: Sidney Elliott)؛ زادهٔ ۱۹۱۰) بازیکن فوتبال اهل بریتانیا است.
از باشگاه‌هایی که در آن بازی کرده‌است می‌توان به باشگاه فوتبال روچدیل، باشگاه فوتبال نوتس کانتی، و باشگاه فوتبال برادفورد سیتی اشاره کرد.